# Ягель (приток Улы)
Ягель — река в России, протекает в Прилузском районе Республики Коми. Устье реки находится в 1 км по левому берегу реки Ула. Длина реки составляет 12 км.
Исток реки находится в тайге в 12 км от границы с Кировской областью в 15 км к северо-востоку от посёлка Оньмесь. Всё течение проходит по холмистой ненаселённой тайге на Северных Увалах, генеральное направление течения - юг. Впадает в Улу километром выше впадения самой Улы в Лузу в 4 км к северо-востоку от посёлка Оньмесь. Ширина реки на всём протяжении не превышает 10 метров, именованных притоков не имеет.

## Данные водного реестра
По данным государственного водного реестра России и геоинформационной системы водохозяйственного районирования территории РФ, подготовленной Федеральным агентством водных ресурсов:
- Бассейновый округ — Двинско-Печорский
- Речной бассейн — Северная Двина
- Речной подбассейн — Малая Северная Двина
- Водохозяйственный участок — Юг
- Код водного объекта — 03020100212103000011870